# Municipio de Wolf River
El municipio de Wolf River (en inglés: Wolf River Township) es un municipio ubicado en el condado de Doniphan en el estado estadounidense de Kansas. En el año 2010 tenía una población de 370 habitantes y una densidad poblacional de 2,55 personas por km².

## Geografía
El municipio de Wolf River se encuentra ubicado en las coordenadas 39°47′34″N 95°15′17″O / 39.79278, -95.25472. Según la Oficina del Censo de los Estados Unidos, el municipio tiene una superficie total de 144.94 km², de la cual 144,91 km² corresponden a tierra firme y (0,03 %) 0,04 km² es agua.

## Demografía
Según el censo de 2010, había 370 personas residiendo en el municipio de Wolf River. La densidad de población era de 2,55 hab./km². De los 370 habitantes, el municipio de Wolf River estaba compuesto por el 99,19 % blancos, el 0,54 % eran amerindios y el 0,27 % eran de una mezcla de razas. Del total de la población el 0 % eran hispanos o latinos de cualquier raza.